# Crumuscus vitalis
Crumuscus vitalis är en bladmossart som beskrevs av William Russell Buck och Jerry Allen Snider 1992. Crumuscus vitalis ingår i släktet Crumuscus och familjen Ditrichaceae. Inga underarter finns listade i Catalogue of Life.